# Belgrandiella kreisslorum
Belgrandiella kreisslorum is een slakkensoort uit de familie van de Hydrobiidae. De wetenschappelijke naam van de soort is voor het eerst geldig gepubliceerd in 1997 door P. Reischutz.